# ホウ素の同素体

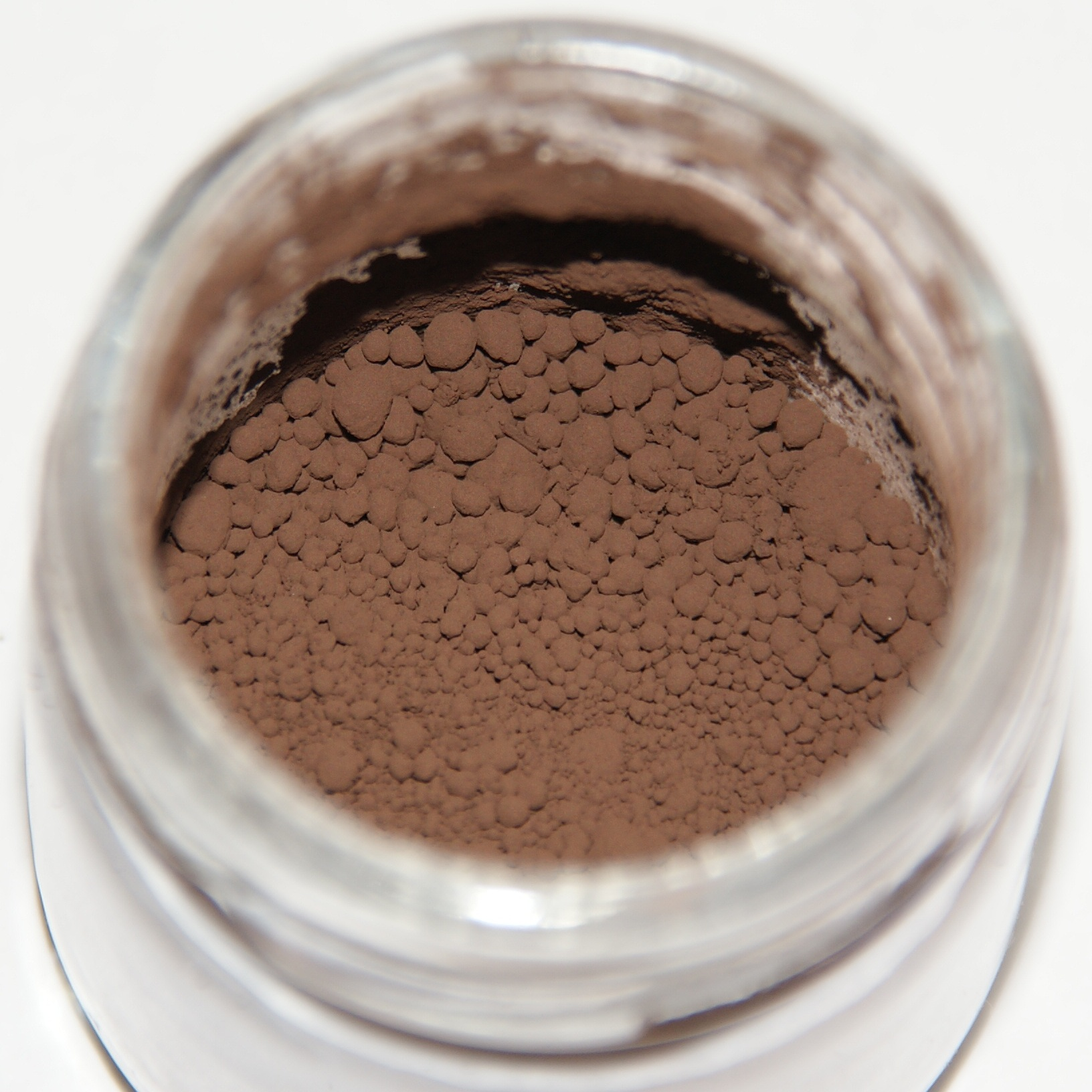
粉末状のアモルファスホウ素

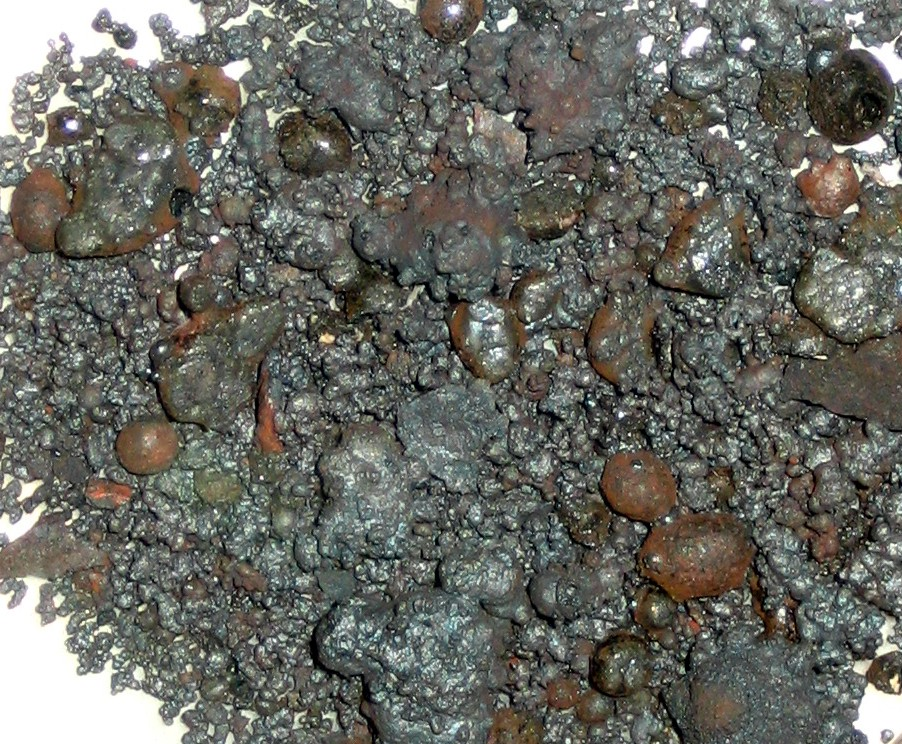
ホウ素（恐らく複数の同素体の混合）

本項ではホウ素の同素体について記述する。ホウ素には7つの同素体が存在しており、それらは結晶およびアモルファスの構造を取る。よく知られているものにα-菱面体、β-菱面体、β-正方晶があり、特殊な条件下ではα-正方晶やγ-斜方晶のような形も取る。アモルファスの同素体には、微細な粉末状のものとガラス状のものの2つが知られている。少なくとも14以上の同素体が報告されているが、前述の7つ以外の同素体は弱い論拠に基いたものであったり実験的に立証できなかったりするため、それらは単一の同素体ではなく複数の同素体の混合物や不純物によって安定化した構造であると考えられている。2014年には新しいホウ素の同素体として、グラフェンに類似した平面状構造を取るボロフェンの存在に関する実験的証拠が確認されている。β-菱面体構造が最も安定である一方で他の同素体は全て準安定状態であり、室温においてはβ-菱面体以外の構造への変化率は無視できる程度である。これら5つの結晶質の同素体は周囲の状況によって形成される。粉末状のアモルファスホウ素および多結晶β-菱面体ホウ素は最も一般的な形である。他の同素体は非常に硬い灰色の素材であり、アルミニウムより10 %ほど軽く、融点は鋼鉄よりも数百度高い2080°Cである。
単体のホウ素は自然界には存在せず、ホウ素化合物から単離することは非常に難しい。最も初期には、酸化ホウ素をマグネシウムやアルミニウムなどの金属で還元する方法が用いられていたが、そうして得られた単体のホウ素はその多くが金属ホウ素化合物によって汚染されていた。純粋なホウ素は、揮発性のハロゲン化ホウ素を高温で水素還元することによって得られる。 高純度ホウ素はジボランを高温で熱分解させたものをゾーンメルト法やチョクラルスキー法で精製することによって合成され、半導体産業で利用される。ホウ素には多形が存在し他の不純物元素と反応しやすい傾向があるため、純粋なホウ素の単結晶を合成するのはさらに困難であり、典型的な単結晶の結晶形は0.1 mm以下である。

## 性質のまとめ

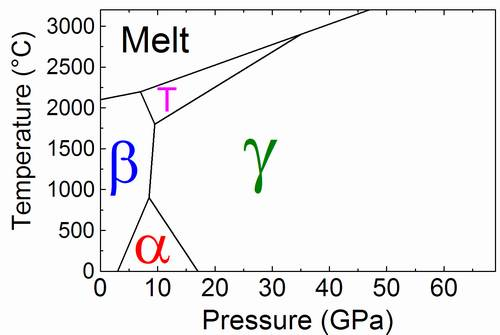
ホウ素の相図の抜粋（αおよびβは菱面体晶、Tはβ-正方晶）
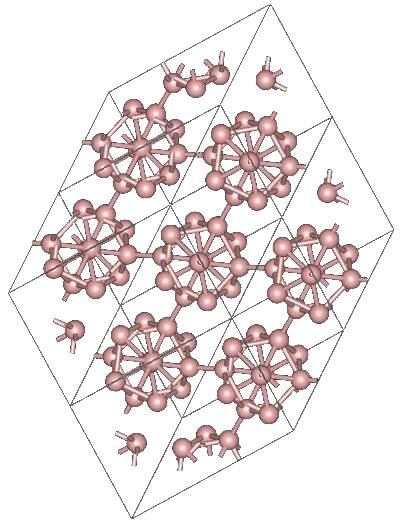
α-菱面体晶ホウ素の構造
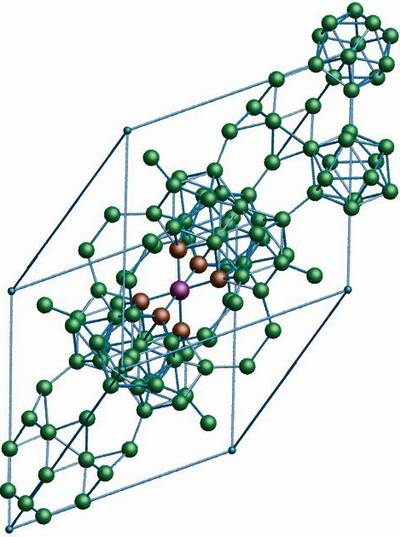
β-菱面体晶ホウ素の構造
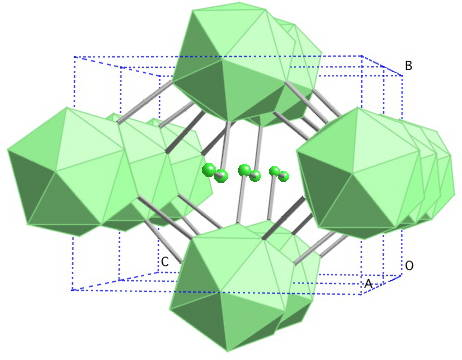
γ-ホウ素の構造

| 結晶形               | α-R                      | α-T                            | β-R                      | β-T                       | γ      | アモルファス | アモルファス |
| -------------------- | ------------------------ | ------------------------------ | ------------------------ | ------------------------- | ------ | ------------ | ------------ |
| 結晶形               | α-R                      | α-T                            | β-R                      | β-T                       | γ      | 粉末状       | ガラス状     |
| 結晶構造             | 菱面体晶                 | 正方晶                         | 菱面体晶                 | 正方晶                    | 斜方晶 | 非晶質       | 非晶質       |
| 原子数/単位構造      | 12                       | 50                             | 105‒108                  | 192                       | 28     |              |              |
| 格子定数             | a = 0.5057 nm α = 58.77° | a = 0.875 nm c = 0.506 nm      | a = 1.0145 nm α = 65.17° | a = 1.017 nm c = 1.428 nm |        |              |              |
| 空間群               | R3m                      | P42/nnm                        | R3m                      | P41212/nnm                |        |              |              |
| 密度 (g/cm3)         | 2.46                     | 2.29‒2.39                      | 2.35                     | 2.36                      | 2.52   | 1.73         | 2.34–35      |
| ビッカース硬さ (GPa) | 42                       |                                | 45                       |                           | 50–58  |              |              |
| 体積弾性係数 (GPa)   | 224                      |                                | 184                      |                           | 227    |              |              |
| バンドギャップ (eV)  | 2                        |                                | 1.6                      | ～2.6                     | 2.1    | 0.56–0.71    |              |
| 色                   | 真っ赤な結晶             | 金属光沢を持つ黒く不透明な結晶 | 暗い灰銀色の光沢         | 黒/赤                     | 暗灰色 | 黒から茶色   | 不透明な黒色 |
| 初報                 | 1958                     | 1943/1973                      | 1957                     | 1960                      | 2009   | 1808         | 1911         |

- ホウ素の相図の抜粋（αおよびβは菱面体晶、Tはβ-正方晶）[12][n 5]
- α-菱面体晶ホウ素の構造
- β-菱面体晶ホウ素の構造
- γ-ホウ素の構造

## α-菱面体ホウ素
α-菱面体ホウ素は水素化ホウ素の熱分解や、タングステン上でヨウ化ホウ素を熱分解するなどの方法で合成される赤色の結晶である。アモルファスホウ素を長時間加熱することでも得られるが、高温状態ではβ-菱面体ホウ素に変化しやすく大きな結晶を得るのは困難であるため実用的な用途は得られていない。
α-菱面体ホウ素は12のホウ素原子からなるクラスターを有しており、このB12の構造はそれぞれのホウ素原子が5つの原子と隣接し合った正20面体からなっている。この結合が通常の共有結合であれば各々のホウ素原子は5つの電子を供与することになるがホウ素は価電子を3個しか持っておらず、電子不足であるB12の20面体構造は3つの隣接した原子がそれぞれ軌道を提供することで形成される三中心結合によって形成されている。通常のホウ素-ホウ素結合の結合距離は0.16から0.19 nmであるが、三中心結合による結合の結合距離は0.201 nmと通常の結合よりも結合長が長い。これらの三中心結合による結合は単位格子中の{111}面で見られる。α-菱面体ホウ素はこのような正20面体クラスターが立方最密充填構造に類似した構造で詰まっており、ホウ素の同素体の中で最も比重が高い。この菱面体格子の中央部分には空隙が存在しており、そこにリチウムをドープすることで超伝導体となることが理論的に予測されている。また、リチウムと共にリンもしくはヒ素をドープすればバンドギャップが小さくなりナローバンドギャップ半導体となることも示されている。

## α-正方晶ホウ素
α-正方晶ホウ素は中央に位置する単独のホウ素原子の周りを正20面体のB12クラスターが囲うことで4面体構造を形成している。また、単位格子の頂点にも単独のホウ素原子が位置しており単位格子中には合計で50個のホウ素原子が存在する。構造上、単独原子としてはホウ素よりも窒素や炭素の方が構造を安定化しやすいため純粋なα-正方晶ホウ素は得にくく、通常は単独原子が窒素や炭素で置換したB50N2やB50C2といった構造を取っている。また、α-正方晶ホウ素はα-菱面体晶とβ-菱面体晶の中間程度の密度であり、他の元素の原子がドープされやすい空隙が存在している。
純粋なα-正方晶ホウ素は等方性炭化ホウ素 (B50C2) もしくは窒化ホウ素 (B50N2) の基板上に蒸着した薄膜やナノワイヤーとしてのみ合成されている。ナノワイヤー構造は表面エネルギーが小さいために純粋なα-正方晶ホウ素が安定して存在できると考えられており、超電導物質や原子力関係の素材などへの応用に向けた研究が行われている。

## β-菱面体ホウ素
β-菱面体ホウ素は105から108個のホウ素原子を含んだ単位格子を有する。格子中のホウ素の大部分は正20面体のB12クラスターおよび五角錐のB6クラスターを形成しており、B12クラスターを構成する原子の一部を共有し合った侵入型クラスターであるB28や、B6が3つ合わさった形を持つデルタ多面体B10クラスターなども形成されている。さらに、B12クラスターを中心としてその周囲にB6クラスターが集まった球状のB84クラスターも形成され、それは菱面体格子の頂点部分に位置している。菱面体の中央には単体のホウ素原子が存在している。B28クラスターは菱面体格子の対角線上に位置しており、格子の中央にある単独のホウ素原子との間でB28-B-B28鎖が形成されている。B10クラスターもまた、格子の中央で単独のホウ素原子とB10-B-B10鎖を形成している。B12クラスターは格子の{100}面に平行に広がっており、B12クラスターとB28クラスターは{111}面に平行に広がっている。
β-菱面体ホウ素はp型半導体であり、そのバンドギャップは1.56 eVである。β-菱面体ホウ素は空間充填率が0.36と非常に低く、そのためホウ素の同素体の中で最も密度が低い。その空間充填率の低さに起因して多種の金属原子を含包することが可能な空隙を多数有している。この空隙にドープされた金属原子はβ-菱面体ホウ素の電気特性などを様々に変化させることが知られており、例えばバナジウム原子をドープさせるとβ-菱面体ホウ素は半導体のバンド構造から金属のバンド構造に転移する。また、このような多数の空隙自体がドナーやアクセプターとして電子授受に関与しており、不純物元素のドープに対して自己補償現象を示すことも知られている。
α-菱面体ホウ素は生成速度が非常に遅いため、溶融したホウ素を結晶化させると常にβ-菱面体ホウ素が得られる。また、タングステン上においてハロゲン化ホウ素を1200°C以上の温度で水素還元することでも得られ、この場合900から1000°Cの温度ではα-菱面体ホウ素が形成される。β-菱面体ホウ素は広い温度範囲で安定ではあるものの熱的な平衡状態が不明瞭であるためα型とβ型のどちらが標準状態で最も安定な相であるかは長く不明であったが、β型が熱力学的に最も安定であるという総意が徐々に広まっていった。

## β-正方晶ホウ素
β-正方晶ホウ素はB12クラスター、B20クラスターおよび、B20クラスター中の間隙に2つの単独ホウ素が入ったB22クラスターの3つのクラスターから成っている。単位格子中に192個もしくは190個のホウ素原子が含まれた非常に複雑な構造をしており、単結晶の合成が困難ななため精密な構造解析は行われていない。
1960年、β-正方晶ホウ素は1270から1550°Cに加熱したタングステン、レニウムもしくはタンタルフィラメント上で臭化ホウ素を水素還元することによって合成された（つまり化学気相蒸着法）。さらなる研究によりβ-正方晶ホウ素合成の再現が行われており、この相に不純物が存在していないことが確認されている。

## γ-ホウ素

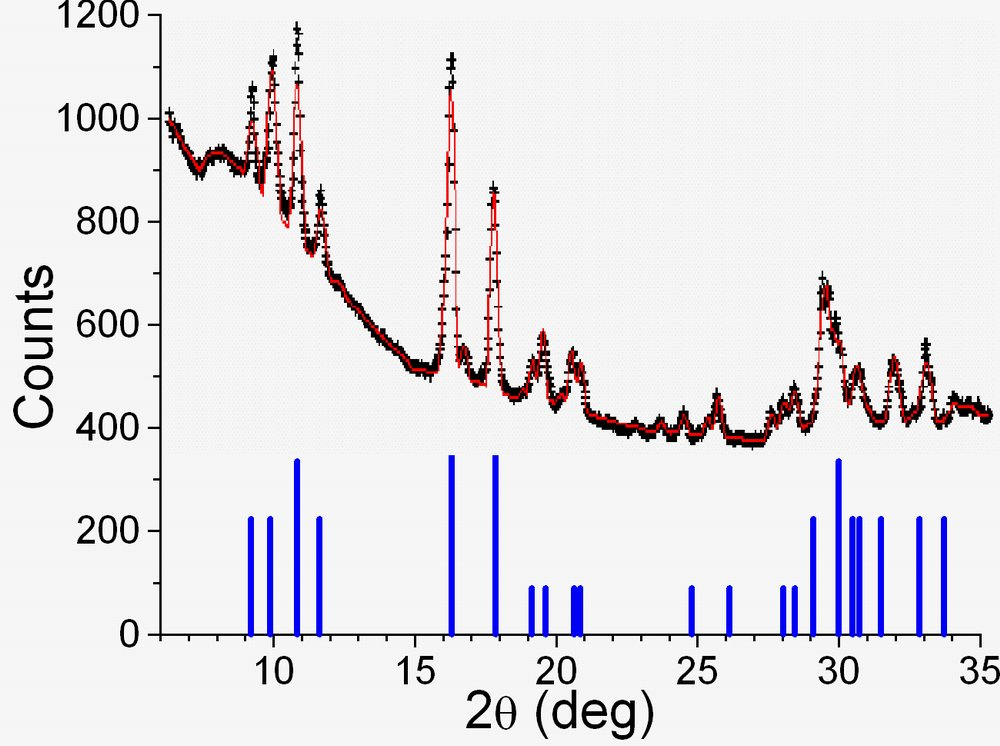
γ-ホウ素のX線回折データ。上:Wentorf RH Jr.によるデータ（1965年）下:Artem R. Oganovらによるデータ（2009年）

γ-ホウ素は二十面体構造のB12と直鎖状のB2の2種類のクラスターが塩化ナトリウム型構造を形成した構造を取る。γ-ホウ素は他のホウ素の同素体に12から20 GPaの圧力と1500から1800°Cの温度を与えることで形成され、19から89 GPaの圧力下で安定して存在する。この構造においてB2クラスターとB12クラスターの間における大きな電荷移動の証拠が存在しており、 特に、格子力学的な考察から大きな長距離静電相互作用の存在が示唆されている。
γ-ホウ素は1965年にヴェントルプによって報告されたが、構造も組成もはっきりしていなかった。この構造は第一原理計算による結晶構造予測を用いることによって解明され、単結晶X線構造解析によって実証された。

## 立方晶ホウ素
スレンガーら (1969)およびマコンビルら (1976)は立方晶のホウ素の同素体をアルゴンプラズマの実験によって合成し、単位格子中に1705±3個の原子が含まれ密度は2.367 g/cm3であると報告した。この同素体は文献で時折言及されるが、ダナヒュー (1982)は、単位格子中の原子数が正20面体構造に関連しているように思えないとコメントした（ホウ素の同素体の構造は正20面体構造が共通した特徴である）。

## 高圧超伝導相
ホウ素を160 GPa以上の圧力で加圧すると未知の構造をしたホウ素が形成される。半導体である他の相とは異なりこの相は金属であり、160 GPaでの4 Kから250 GPaでの11 Kまでの臨界温度で超伝導体となる。この構造変化はB12の正20面体構造が解離すると理論上予測されている圧力で起こる。この相の構造に関する推測はアルミニウムに類似した面心立方格子や、層状構造を取るα-Ga型構造、インジウムに類似した体心正方格子が含まれる。それはまた、ホウ素の非金属-金属遷移は構造の遷移に由来するというよりもむしろ、単純にヨウ素で起こるようなバンドギャップの閉鎖によるということも示唆している。

## アモルファスホウ素
アモルファスホウ素は、規則的な二十面体構造のB12が長距離秩序を持たず互いにランダムに結合した構造を取る。純粋なアモルファスホウ素は1000°C以下の温度でジボランを熱分解させることで合成される。1000°Cでアニール処理をすることで、アモルファスホウ素はβ-菱面体ホウ素へと相転移する。スパッタ蒸着やレーザーアシスト化学気相蒸着によって厚さ30から60 nmのナノワイヤーやナノファイバーを作ることができ、それらもまた1000℃でアニール処理をすることにより相転移してβ-菱面体ホウ素のナノワイヤーとなる。

## 註釈
1. ↑  ビッカース硬さでは立方晶窒化ホウ素と同等
2. ↑  光が反射すると黒色に、透過すると赤色に見える
3. ↑  高純度な粉末状アモルファスホウ素は黒色を示すが、不純物が混じると茶色を示す: Lidin R. A. (1996). Inorganic substances handbook. New York: Begell House. p. 22; Zenkov, V. S. (2006). “Adsorption-chemical activity of finely-dispersed amorphous powders of brown and black boron used in synthesizing metal borides”. Powder Metallurgy and Metal Ceramics 45 (5–6):  279–282 (279). doi:10.1007/s11106-006-0076-z.; Loryan, V. E.; Borovinskaya, I. P.; Merzhanov, A. G. (2011). “On combustion of boron in nitrogen gas”. International Journal of Self-Propagating High-Temperature Synthesis 20 (3):  153–155. doi:10.3103/S106138621103006X.; Kanel, G. I.; Utkin, A. V.; Razorenov, S. V. (2009). “Rate of the energy release in high explosives containing nano-size boron particles” (PDF). Central European Journal of Energetic Materials 6 (1):  15–30 (18).
4. ↑  α-正方晶ホウ素の構造の想定が初めて報告されたのが1943年であり、炭化ホウ素もしくは窒化ホウ素の基板上に薄膜を蒸着させることによって初めて純粋なα-正方晶ホウ素のみを合成した報告がなされたのが1973年である: Kunzmann, P. M. (1973). Structural studies on the crystal chemistry of icosahedral boron framework structure derivatives. PhD thesis. Cornell University; Amberger, E. (1981). "Elemental boron". In Buschbeck, K. C.. Gmelin handbook of inorganic and organometallic chemistry: B Boron, Supplement 2 (8th ed.). Berlin: Springer-Verlag. pp. 1–112 (60–61). ISBN 3540934480.
5. ↑  Other (different) phase diagrams have been reported:, Shirai, K. (2010). “Electronic structures and mechanical properties of boron and boron-rich crystals (part 2)”. Journal of Superhard Materials 2 (5):  336–345 (337). doi:10.3103/S1063457610050059.; Parakhonskiy, G.; Dubrovinskaia, N.; Bykova, E.; Wirth, R.; Dubrovinsky, L. (2011). “Experimental pressure-temperature phase diagram of boron: resolving the long-standing enigma”. Scientific Reports 1 (96):  1–7 (2). Bibcode: 2011NatSR...1E..96P. doi:10.1038/srep00096.

### 和書
- F.A. コットン, G. ウィルキンソン『コットン・ウィルキンソン無機化学（上）』中原 勝儼（原書第4版）、培風館、1987年。ISBN 4563041920。
- 第16回ホウ素ホウ化物および関連物質国際会議組織委員会 編 編『ホウ素・ホウ化物および関連物質の基礎と応用』シーエムシー出版、2008年。ISBN 978-4882319559。
  - 宇野良清、木村薫 「1　ホウ素固体の物理的性質」、3-28頁。
  - 白井光雲 「3　高圧における固体ホウ素の性質」、34-46頁。
  - 東以和美 「1.2　B12正20面体結晶の構造」、55-64頁。

### 洋書
- Amberger, E. (1981). “Elemental boron”. In Buschbeck, K. C.. Gmelin handbook of inorganic and organometallic chemistry: B Boron, Supplement 2 (8th ed.). Berlin: Springer-Verlag. pp. 1–112. ISBN 3540934480
- Donohue, J. (1982). The structures of the elements. Malabar, Florida: Robert E. Krieger. ISBN 0898742307
- Housecroft, C. E.; Sharpe, A. G. (2008). Inorganic chemistry (3rd ed.). Harlow: Pearson Education. ISBN 978-0-13-175553-6
- Madelung, O. (1983). Landolt-Bornstein numerical data and functional relationships in science and technology. New series. Group III. Volume 17: Semiconductors. Subvolume e: Physics of non-tetrahedrally bonded elements and binary compounds I. Springer-Verlag: New York. ISBN 0387117806
- Nelmes, R. J.; Loveday, J. S.; Allan, D. R.; Besson, J. M.; Hamel, G.; Grima, P.; Hull, S. (1993). “Neutron- and x-ray-diffraction measurements of the bulk modulus of boron”. Physical Review B 47 (13):  7668–7673. Bibcode: 1993PhRvB..47.7668N. doi:10.1103/PhysRevB.47.7668.
- Oganov, A. R.; Chen, J.; Ma, Y.; Glass, C. W.; Yu, Z.; Kurakevych, O. O.; Solozhenko, V. L. (12 Feb). “Ionic high-pressure form of elemental boron”. Nature 457 (7027):  863–868. arXiv:0911.3192. Bibcode: 2009Natur.457..863O. doi:10.1038/nature07736. PMID 19182772.
- Sullenger, D. B.; Phipps, K. D.; Seabaugh, P. W.; Hudgens, C. R.; Sands, D. E.; Cantrell, J. S. (1969). “Boron modifications produced in an induction-coupled argon plasma”. Science 163 (3870):  935‒937. Bibcode: 1969Sci...163..935S. doi:10.1126/science.163.3870.935.
- Talley, C. P.; La Placa, S.; Post, B. (1960). “A new polymorph of boron”. Acta Crystallographica 13 (3):  271‒2. doi:10.1107/S0365110X60000613.
- Wang, Y. Q.; Duan, X. F. (2003). “Crystalline boron nanowires”. Applied Physics Letters 82 (2):  272. Bibcode: 2003ApPhL..82..272W. doi:10.1063/1.1536269.
- Wentorf, R. H. (1965). “Boron: Another form”. Science 147 (3653):  49–50. Bibcode: 1965Sci...147...49W. doi:10.1126/science.147.3653.49. PMID 17799779.
- Wiberg, N. (2001). Inorganic chemistry. San Diego: Academic Press. ISBN 0-12-352651-5
- Will, G.; Kiefer, B. (2001). “Electron deformation density in rhombohedral α-boron”. Zeitschrift für anorganische und allgemeine Chemie 627 (9):  2100‒104. doi:10.1002/1521-3749(200109)627:9<2100::AID-ZAAC2100>3.0.CO;2-G.
- Zarechnaya, E. Y.; Dubrovinsky, L.; Dubrovinskaia, N.; Filinchuk, Y.; Chernyshov, D.; Dmitriev, V.; Miyajima, N.; El Goresy, A. et al. (2009). “Superhard semiconducting optically transparent high pressure phase of boron”. Physical Review Letters 102 (18):  185501‒4. Bibcode: 2009PhRvL.102r5501Z. doi:10.1103/PhysRevLett.102.185501. PMID 19518885.